# RADIO NME JAPAN 〜NEW MUSICAL EXPRESS JAPAN〜
『RADIO NME JAPAN 〜NEW MUSICAL EXPRESS JAPAN〜』（レディオエヌエムイージャパン～ニュー・ミュージカル・エクスプレス・ジャパン～）は、JFN系列で放送されているラジオ番組。2023年10月1日（9月30日深夜）放送開始。放送時間は毎週日曜 4:00 - 5:00（毎週土曜 28:00 - 29:00）。パーソナリティは古川琢也。

## 概要
イギリスの音楽情報WEBサイト「NME（ニュー・ミュージカル・エクスプレス）」の日本版「NME JAPAN」とコラボレーションし、洋楽情報を中心にジャンルレスに発信していく。

## ネット局
2025年6月現在。放送時間の早い順から記載。全局、「radiko」（プレミアム含む）で聴取可能。
JFN系列の局において、TOKYO FM・AIR-G'・K-mix・FM AICHI ・FM大阪・JOEU-FM・FM FUKUOKAの各局は一貫して未ネットとなっている。
| 放送対象地域   | 放送局名                                    | 放送時間                          | 放送期間                                                                         | 遅れ日数     | 備考      |
| -------------- | ------------------------------------------- | --------------------------------- | -------------------------------------------------------------------------------- | ------------ | --------- |
| 新潟県         | エフエムラジオ新潟（FM-NIIGATA）            | 毎週土曜 11:00 - 11:55            | 2024年4月6日 -                                                                   | 17時間先行   | [ 注 8 ]  |
| 山形県         | エフエム山形（Rhythm Station）              | 毎週土曜 11:00 - 11:55            | 2023年10月5日 - 2024年3月28日 2025年4月5日 -                                     | 17時間先行   | [ 注 9 ]  |
| 青森県         | エフエム青森（AFB）                         | 毎週日曜 4:00 - 5:00 （土曜深夜） | 2023年10月1日（9月30日深夜） -                                                   | 基本配信時間 |           |
| 岩手県         | エフエム岩手（FM IWATE）                    | 毎週日曜 4:00 - 5:00 （土曜深夜） | 2023年10月1日（9月30日深夜） -                                                   | 基本配信時間 |           |
| 秋田県         | エフエム秋田（AFM）                         | 毎週日曜 4:00 - 5:00 （土曜深夜） | 2023年10月1日（9月30日深夜） -                                                   | 基本配信時間 |           |
| 宮城県         | エフエム仙台（Date fm）                     | 毎週日曜 4:00 - 5:00 （土曜深夜） | 2023年10月1日（9月30日深夜） -                                                   | 基本配信時間 |           |
| 福島県         | エフエム福島（ふくしまFM）                  | 毎週日曜 4:00 - 5:00 （土曜深夜） | 2023年10月1日（9月30日深夜） -                                                   | 基本配信時間 |           |
| 栃木県         | エフエム栃木（RADIO BERRY）                 | 毎週日曜 4:00 - 5:00 （土曜深夜） | 2023年10月1日（9月30日深夜） -                                                   | 基本配信時間 |           |
| 群馬県         | エフエム群馬（FM GUNMA）                    | 毎週日曜 4:00 - 5:00 （土曜深夜） | 2023年10月1日（9月30日深夜） -                                                   | 基本配信時間 |           |
| [ 注 10 ]      | interfm                                     | 毎週日曜 4:00 - 5:00 （土曜深夜） | 2023年10月1日（9月30日深夜） -                                                   | 基本配信時間 |           |
| 長野県         | エフエム長野（FM長野）                      | 毎週日曜 4:00 - 5:00 （土曜深夜） | 2023年10月1日（9月30日深夜） -                                                   | 基本配信時間 |           |
| 富山県         | 富山エフエム放送（FMとやま）                | 毎週日曜 4:00 - 5:00 （土曜深夜） | 2023年10月1日（9月30日深夜） -                                                   | 基本配信時間 |           |
| 石川県         | エフエム石川（HELLO FIVE）                  | 毎週日曜 4:00 - 5:00 （土曜深夜） | 2023年10月1日（9月30日深夜） -                                                   | 基本配信時間 |           |
| 福井県         | 福井エフエム放送（FM FUKUI）                | 毎週日曜 4:00 - 5:00 （土曜深夜） | 2023年10月1日（9月30日深夜） -                                                   | 基本配信時間 |           |
| 岐阜県         | エフエム岐阜（FM GIFU）                     | 毎週日曜 4:00 - 5:00 （土曜深夜） | 2023年10月1日（9月30日深夜） -                                                   | 基本配信時間 |           |
| 三重県         | 三重エフエム放送（レディオキューブ FM三重） | 毎週日曜 4:00 - 5:00 （土曜深夜） | 2023年10月1日（9月30日深夜） -                                                   | 基本配信時間 |           |
| 滋賀県         | エフエム滋賀（e-radio）                     | 毎週日曜 4:00 - 5:00 （土曜深夜） | 2023年10月1日（9月30日深夜） -                                                   | 基本配信時間 |           |
| 広島県         | 広島エフエム放送（HFM）                     | 毎週日曜 4:00 - 5:00 （土曜深夜） | 2023年10月1日（9月30日深夜） -                                                   | 基本配信時間 |           |
| 山口県         | エフエム山口（FMY）                         | 毎週日曜 4:00 - 5:00 （土曜深夜） | 2023年10月1日（9月30日深夜） -                                                   | 基本配信時間 |           |
| 岡山県         | 岡山エフエム放送（FM OKAYAMA）              | 毎週日曜 4:00 - 5:00 （土曜深夜） | 2023年10月1日（9月30日深夜） -                                                   | 基本配信時間 |           |
| 香川県         | エフエム香川（FM香川）                      | 毎週日曜 4:00 - 5:00 （土曜深夜） | 2023年10月1日（9月30日深夜） -                                                   | 基本配信時間 |           |
| 高知県         | エフエム高知（Hi-Six）                      | 毎週日曜 4:00 - 5:00 （土曜深夜） | 2023年10月1日（9月30日深夜） -                                                   | 基本配信時間 |           |
| 徳島県         | エフエム徳島（FM TOKUSHIMA）                | 毎週日曜 4:00 - 5:00 （土曜深夜） | 2023年10月1日（9月30日深夜） -                                                   | 基本配信時間 |           |
| 長崎県         | エフエム長崎（FM Nagasaki）                 | 毎週日曜 4:00 - 5:00 （土曜深夜） | 2023年10月1日（9月30日深夜） -                                                   | 基本配信時間 |           |
| 大分県         | エフエム大分（Air-Radio FM88）              | 毎週日曜 4:00 - 5:00 （土曜深夜） | 2023年10月1日（9月30日深夜） -                                                   | 基本配信時間 |           |
| 熊本県         | エフエム熊本（FMK）                         | 毎週日曜 4:00 - 5:00 （土曜深夜） | 2023年10月1日（9月30日深夜） -                                                   | 基本配信時間 |           |
| 鹿児島県       | エフエム鹿児島（μFM）                       | 毎週日曜 4:00 - 5:00 （土曜深夜） | 2023年10月1日（9月30日深夜） -                                                   | 基本配信時間 |           |
| 沖縄県         | エフエム沖縄（FM沖縄）                      | 毎週日曜 4:00 - 5:00 （土曜深夜） | 2023年10月1日（9月30日深夜） -                                                   | 基本配信時間 |           |
| 島根県・鳥取県 | エフエム山陰（V-air）                       | 毎週日曜 4:00 - 5:00 （土曜深夜） | 2023年10月2日（1日深夜） - 2024年4月1日（3月31日深夜） 2025年4月6日（5日深夜） - | 基本配信時間 | [ 注 11 ] |
| 兵庫県         | 兵庫エフエム放送（Kiss FM KOBE）            | 毎週月曜 1:00 - 2:00 （日曜深夜） | 2023年10月1日 -                                                                  | 21時間遅れ   | [ 注 12 ] |
| 宮崎県         | エフエム宮崎（JOY FM）                      | 毎週月曜 1:00 - 2:00 （日曜深夜） | 2023年10月2日（1日深夜） -                                                       | 21時間遅れ   | [ 注 13 ] |

### 過去のネット局
- エフエム佐賀（FMS） - 2023年10月2日（1日深夜） - 2025年6月1日（5月31日深夜）